# دانیل لسر
دانیل لسر (انگلیسی: Daniel Lasure؛ زادهٔ ۲۷ فوریهٔ ۱۹۹۴) بازیکن فوتبال اهل اسپانیا است.
از باشگاه‌هایی که در آن بازی کرده‌است می‌توان به باشگاه فوتبال رئال ساراگوسا اشاره کرد.